# Тируччираппалли (округ)
Тируччираппалли (англ. Tiruchirappalli) — округ в индийском штате Тамилнад. Образован в 1801 году. Административный центр — город Тируччираппалли. Площадь округа — 6810 км². По данным всеиндийской переписи 2001 года население округа составляло 2 418 366 человек. Уровень грамотности взрослого населения составлял 77,9 %, что выше среднеиндийского уровня (59,5 %). Доля городского населения составляла 47,1 %.